# Скарби зі звалищ
Скарби зі звалищ (англ. Auction Hunters) — американська реаліті телепередача виробництва Gurney Productions Inc.
Прем'єра програми відбулась 9 листопада 2010 року на телеканалі «Spike TV». В Україні програма транслюється на каналі «Мега».
У червні 2011 року Spike TV анонсував третій сезон на 26 епізодів. У серпні 2012 року — четвертий сезон на 26 епізодів. Прем'єра четвертого сезону відбулася 30 січня 2013.

## Опис
Програма розповідає історію двох торговців. У Сполучених Штатах, багато компаній орендують приміщення, в якому фізичні та юридичні особи можуть зберігати свої речі. За зберігання необхідно сплачувати абонентську плату. Бокси, за які тривалий час не було сплачено абонентську плату виставляються на аукціон. Такі аукціони є джерелом доходу для багатьох трейдерів, які прагнуть купити найцінніший, іноді антикварний або цінний для колекціонерів товар. Всі товари зазвичай продаються з великим прибутком.
У програмі герої Аллен Гафф (Allen Haff) і Тон Джонс (Ton Jones) на білій автівці подорожують Сполученими Штатами та шукають ці аукціони. Також дуже часто отримують гарні поради від фахівців, які допомагають оцінити і часто самі пропонують викупити предмети. У програмі ведеться журнал вартості куплених боксів і прибутків, отриманих від продажу речей з цих боксів. В результаті, глядач дізнається, скільки герої програми заробили або втратили на цій угоді.

## Закриття передачі
У жовтні 2014 року після тривалої перерви вийшов останній 5-й сезон передачі. У квітні 2015 року телеканал Spike оголосив про припинення виробництва програми. Фанати припускали, що до закриття передачі призвів конфлікт між двома ведучими.